# Nova Zelândia nos Jogos Olímpicos de Inverno de 1972
A Nova Zelândia competiu nos Jogos Olímpicos de Inverno de 1972, realizados em Sapporo, Japão.